# Szlak im. Arkadego Fiedlera
 Szlak im. Arkadego Fiedlera – znakowany szlak turystyczny w województwie wielkopolskim.
Szlak ten rozpoczyna się na dworcu PKP Puszczykowo i prowadzi przez największe atrakcje turystyczne w Puszczykowie: brzeg Warty, Muzeum Arkadego Fiedlera, kościół św. Józefa Oblubieńca, stację PKP Puszczykówko oraz cmentarz rzymskokatolicki, gdzie ma swój koniec.